# الشركة الوطنية العامة للنقل البحري (ليبيا)
الشركة الوطنية العامة للنقل البحرى، (بالإنجليزية: General National Maritime Transport Company)‏، شركة مساهمة ليبية، مملوكة بالكامل للدولة الليبية، ومعروفة في السوق الملاحى العالمي باسم (GNMTC).
تعود فكرة تاسيسها خلال ستينيات القرن الماضي واعلن عن تاسيسها في العام 1970 ميلادي حيث كانت تسمى الموسسة الليبية للنقل البحرى ثم اعيد تسميتها بالمسمى الحالى عام 1975 ميلادي وقد اسست من قبل نخبة من ضباط السلاح البحرى الليبيى ونخبة من المهندسين والإداريين المدنيين الليبين من الرعيل الأول الذين درسوا وعملوا خلال سنوات المملكة الليبية، يبلغ راس مال الشركة الحالي 1,200,000,000 (مليار ومئتي مليون) دينار ليبي.
تعمل الشركة حاليا بشكل أساسي في مجال امتلاك وتشغيل ناقلات النفط الخام والمنتجات النفطية وناقلات الغاز البترولى المسال، تتراوح حمولات الاسطول بين 29000 و160000 الف طن كما دخلت الشركة موخرا في امتلاك وتشغيل ناقلات بضائع الصب من خلال انضمام ناقلة صب حمولة كايب سايز 180000 الف طن ليصبح عدد مليون طن. 2,200,000 (25) ناقلة حديثة مختلفة الأنواع والاحجام وبحمولة اجمالية بلغت قطع الاسطول

## نشاط الشركة
القيام بجميع أعمال النقل البحري على اختلاف أنواعها سواءلحسابها أو لحساب الغير ولها القيام باعمال الوكالة عن الشركات الملاحية والوكالة بالعمولة والتخليص على البضائع والتحزيم والإنقاذ وتجهيز جميع أنواع السفن والناقلات والعائمات ومهمات النقل البحري وغيرها من العمليات المرتبطة بالنقل البحري.
وللشركة في سبيل تحقيق أغراضها:
- - تملك السفن والناقلات والعائمات عن طريق البناء اوالشراء.
- - بيع وايجارواستئجار جميع أنواع السفن والناقلات والعائمات ومهمات النقل البحري.
- - القيام بعمليات الاستراد والتصدير المتعلقة بأغراضها.
- - وضع سياسة لتدريب العاملين والمترشحين للعمل على الأعمال الفنية والمالية والإدارية والمتعلقة بالنقل لبحري وفقاً للنظم التي يضعها مجلس الإدارة في هذا الشأن.
- - تملك وإدارة المخازن والمستودعات وورش الصيانة والأحواض العائمة ومستلزماتها.
- - الاشتراك باي وجه من الوجوه مع غيرها من الهيئات والمؤسسات والشركات التي تزاول اعمالاً شبيهة باعملها سواء كانت اشخاصا اعتبارية عامة أو خاصة وطنية أو اجنبية بما في ذلك تاسيس الشركات

على اختلاف انماطها داخل وخارج ليبيا.

## الأهـــداف
تتلخص رسالة الشركة في سعيها إلى ربط العالم من خلال أفضل سبل النقل عن طريق البحر بطريقة آمنه ومسئولة وملتزمة بمواعيدها. بعبارة أخرى، عندما تتعامل تجاريا مع الشركة الوطنية العامة للنقل البحري عليك أن تتأكد بأننا سنعمل كل مافي وسعنا لضمان أن تصل شحنتك في الموعد المحدد، بغض النظر عن المكان الذي تعمل فيه في هذا العالم، وأن شحنتك وكذلك البيئة سيكونان في أفضل الأحوال في نهاية الرحلة.
وإذا أتجهنا إلى المستقبل فإن رؤيتنا هي أن نصبح الشركة المسيطرة والأكثر ربحا في هذا المجال. وسنحقق ذلك من خلال ألتزامنا بتوفير النوعية الجيدة من الخبرات ومن السفن ومن أسلوب العمل.

## حماية البيئة
أن سلامة السفن وسلامة أطقمها وجودة المنتجات التي تقوم الشركة بنقلها أمور أساسية في سياسة الشركة الوطنية العامة للنقل البحري. والشركة ملتزمة بتطوير انظمتها ومهاراتها بشكل مستمر وفعال لضمان ألتزام العاملين بالسلامة والجودة في كل الأعمال التي يقومون بها.
وتتم مراقبة وتحليل الحوادث مما أدى الأمرالى تناقص عدد الحوادث، وهذا أمر يظل في مقدمة أسبقيات الشركة الوطنية العامة للنقل البحري كما يتم تدريب الطواقم بأستمرار من خلال دورات وحلقات نقاش الهدف منها تحسين أدراكهم ووعيهم بالسلامة والجودة.

### سياسة الشركة في حماية البيئة
نظراً لأن الشركة تولي أهمية قصوى لحماية البيئة البحرية، فإن حماية البيئة بوجه عام تحتل المرتبة الأولى في قائمة أولويات الشركة.
أن سياسة الشركة تؤكد أنه من خلال أتخاذ الإجراءات السليمة تساهم الشركة في تجنب الأضرار بالبيئة، والبيئة البحرية على وجه التحديد، وإلحاق الضرر بألإنسان وبالحيوان وبالممتلكات.فقد لايتم التعامل بشكل صحيح مع شحنات النفط ومنتجاته والسوائل الكيماوية الأخرى التي تنقلها السفن وبالتالي قد تسبب أضرارًا للبيئة أو للأنسان.
ولضمان أن يكون التعامل مع تلك المنتجات تعاملا صحيح والتزاما باللوائح والقوانين الدولية في هذا الخصوص، فقد تم توفير كافة التعليمات وهي مكتوبة وحديثة على ظهر كافة سفن الشركة.
ومن خلال تقييم الأخطار المتوقعة على البيئة كافة وجدنا أن المسائل التالية تقع في صلب أهتمام الشركة:
النفط ومشتقاته.
- الكيماويات.
- المواد السائلة الضارة.
- المواد الخطرة.
- القمامة.
- أبخرة المواد المنقولة.
- الهالون ومواد CFC.
- الطلاء.

يتم تحديث نظام إدارة السلامة بشكل مستمر لغرض منع التلوث سواء كان ذلك في أيام العمل العادية أو في حالة وقوع حوادث سببها أحد المصادر السالفة الذكر.
مواصفات الأسطول

## سيوزماكس
| اسم السفينة | سنة البناء | حوض البناء               | تاريخ الانظمام للشركة | الحمولة الوزنية | العلم |
| ----------- | ---------- | ------------------------ | --------------------- | --------------- | ----- |
| ليبيا       | 2007       | Hyundai samho Heavy      | 2008                  | 149,950T        | ليبيا |
| 17 فبراير   | 2008       | Samsung Heavy Industries | 2008                  | 160,391T        | ليبيا |
| بربروسا     | 2009       | Hyundai samho Heavy      | 2009                  | 164,746T        | ليبيا |
| العقيلة     | 2009       | Hyundai samho Heavy      | 2009                  | 164,787T        | ليبيا |

## آفراماكس
| اسم السفينة  | سنة البناء | حوض البناء                | تاريخ الانظمام للشركة | الحمولة الوزنية | العلم |
| ------------ | ---------- | ------------------------- | --------------------- | --------------- | ----- |
| الظافرة      | 2004       | Sumitomo Heavy Industries | 2006                  | 105215T         | ليبيا |
| الهاني       | 2007       | Samsung Heavy Industries  | 2009                  | 114858T         | ليبيا |
| الجلاء       | 2007       | Sasebo Heavy Industry     | 2009                  | 115577T         | ليبيا |
| اليرموك      | 2008       | Samsung Heavy Industries  | 2009                  | 105215T         | ليبيا |
| الشاهدة      | 2004       | Sumitomo Heavy Industries | 2008                  | 105215T         | ليبيا |
| بدر          | 2008       | Samsung Heavy Industries  | 2009                  | 112679T         | ليبيا |
| ابن بطوطة    | 2002       | Hyundai samho Heavy       | 2008                  | 112679T         | ليبيا |
| انتصار       | 2002       | Hyundai samho Heavy       | 2008                  | 112679T         | ليبيا |
| القرضابية    | 2002       | Hyundai samho Heavy       | 2008                  | 112679T         | ليبيا |
| سمراء الخليج | 2006       | Samsung Heavy Industries  | 2009                  | 114858T         | ليبيا |
| القادسية     | 2008       | Sasebo Heavy Industry     | 2009                  | 115000T         | ليبيا |

## الحجم المتوسط (MR)
| اسم السفينة | سنة البناء | حوض البناء            | تاريخ الانظمام للشركة | الحمولة الوزنية | العلم |
| ----------- | ---------- | --------------------- | --------------------- | --------------- | ----- |
| قرطاجنة     | 2009       | Hyundai Mipo Dockyard | 2009                  | 46925T          | ليبيا |
| معتيقة      | 2009       | Hyundai Mipo Dockyard | 2009                  | 46925T          | ليبيا |

## هاندي سايز
| اسم السفينة   | سنة البناء | حوض البناء               | تاريخ الانظمام للشركة | الحمولة الوزنية | العلم |
| ------------- | ---------- | ------------------------ | --------------------- | --------------- | ----- |
| أنوار أفريقيا | 2004       | Dalian Shipyard-China    | 2008                  | 34647.7T        | ليبيا |
| أنوار الخليج  | 2005       | STX Shipyard South Korea | 2009                  | 28987T          | ليبيا |
| أنوار النصر   | 2006       | STX Shipyard South Korea | 2009                  | 28987T          | ليبيا |

## الحجم الصغير
| اسم السفينة | سنة البناء | حوض البناء                      | تاريخ الانظمام للشركة | الحمولة الوزنية | العلم |
| ----------- | ---------- | ------------------------------- | --------------------- | --------------- | ----- |
| مشهودة      | 1997       | Daedong shipyard co,South Korea | 1997                  | 8955T           | ليبيا |

## غاز بترولي مسال
| اسم السفينة | سنة البناء | حوض البناء   | تاريخ الانظمام للشركة | الحمولة الوزنية | العلم |
| ----------- | ---------- | ------------ | --------------------- | --------------- | ----- |
| التحدي      | 1992       | Kanrei-Japan | 1992                  | 4392T           | ليبيا |
| تازربو      | 1996       | Kanrei-Japan | 1996                  | 3210T           | ليبيا |

 أنوار ليبيا  ||align="Center" |2005||align="Center" | ناقلة نفط خام 
- وزارة المواصلات
- مصلحة الموانيء والنقل البحري
- Lloyd’s List
- BIMCO
- International Association of Independent Tanker Owners

| اسم السفينة | سنة البناء | النوع              | اسم السفينة  | سنة البناء | النوع              | اسم السفينة | سنة البناء | النوع              |
| ----------- | ---------- | ------------------ | ------------ | ---------- | ------------------ | ----------- | ---------- | ------------------ |
| ابن بطوطه   | 1977       | سفن البضائع العامة | ابن جبير     | 1977       | سفن البضائع العامة | ســــرت     | 1981       | سفن البضائع العامة |
| ابن حوقل    | 1981       | سفن البضائع العامة | الحشائشى     | 1982       | سفن البضائع العامة | الجزائر     | 1987       | سفن البضائع العامة |
| جارف        | 1987       | سفن البضائع العامة | صبراتة       | 1968       | سفن بضاعة جافة     | ابن ماجد    | 1973       | سفن بضاعة جافة     |
| جرمة        | 1968       | سفن بضاعة جافة     | غــــات      | 1971       | سفن شحن أفقي       | درنـه       | 1974       | سفن شحن أفقي       |
| التمساح     | 1970       | سفن شحن أفقي       | السدرة       | 1976       | ناقلة نفط          | الزويتينة   | 1976       | ناقلة نفط          |
| البريقة     | 1974       | ناقلة نفط          | رأس لانوف    | 1974       | ناقلة نفط          | ام الفرود   | 1968       | ناقلة نفط          |
| السرير      | 1974       | ناقلة نفط          | مرسى الحريقة | 1976       | ناقلة نفط          | ا لقرضابيه  | 1976       | ناقلة نفط          |
| الهانى      | 1976       | ناقلة نفط          | الفويهات     | 1975       | ناقلة نفط          | انتصار      | 1974       | ناقلة نفط          |
| ع.تاورغاء   | 1977       | ناقلة نفط          | الركوة       | 1977       | ناقلة نفط          | غرناطة      | 1972       | سفينة ركاب         |
| طليطلة      | 1973       | سفينة ركاب         | هنـــاء      | 1972       | سفينة ركاب         | قاريونس     | 1973       | سفينة ركاب         |